# Gamma Andromedae
Gamma Andromedae (γ And, Almach, Almaak) – gwiazda w gwiazdozbiorze Andromedy, odległa od Słońca o około 350 lat świetlnych.

## Nazwa
Tradycyjna nazwa gwiazdy, Almach, wywodzi się z języka arabskiego. Nazwa ‏عناق الأرض‎ ʿināq al-arḍ oznacza „karakal” (ryś stepowy). Nazwa bywała także zapisywana w formie Alamak, Almaac, Alamech i innych. Arabowie znali tę gwiazdę także pod nazwą ‏رجل المسلسلة‎ Rijl al Musalsalah, „stopa kobiety” (Andromedy). W 2016 roku Międzynarodowa Unia Astronomiczna formalnie uznała formę Almach za zalecaną.

## Charakterystyka obserwacyjna
Gamma Andromedae jest trzecią co do jasności gwiazdą konstelacji, jej obserwowana wielkość gwiazdowa to 2,10m, a wielkość absolutna wynosi −3,05m.
Jest to gwiazda wielokrotna. Przez mały teleskop może być obserwowana jako gwiazda podwójna, której składniki różnią się kolorem. Jaśniejszy jest złotożółty, a słabszy błękitny, ale dzięki efektowi kontrastu dostrzegane barwy ulegają wzmocnieniu dla obserwatora, przez co były opisywane jako „pomarańczowy i szmaragdowozielony”. Składniki te dzieli na niebie 9,4 sekundy kątowej (pomiar z 2016 roku). Jako pierwszy podwójność Gamma Andromedae stwierdził w 1778 roku Johann Tobias Mayer z Getyngi, natomiast w 1842 roku Wilhelm Struve odkrył, że błękitny składnik sam jest gwiazdą podwójną.

## Charakterystyka fizyczna
Główny składnik γ¹ Andromedae (właściwy Almach) to jasny olbrzym, gwiazda typu widmowego K3. Ma on temperaturę 4500 K, a jego jasność jest 2000 razy większa niż jasność Słońca. Almach ma promień 80 razy większy od Słońca, większy niż promień orbity Wenus.
Składnik γ² Andromedae (5,02m) przez duże instrumenty optyczne może być rozdzielony na dwa. Tworzą go dwie gwiazdy ciągu głównego, błękitna Gamma Andromedae B o typie widmowym B9,5 i jasności 5,3m oraz biała Gamma Andromedae C, należąca do typu widmowego A0, o jasności 6,5m. Składniki te okrążają wspólny środek masy w czasie 63,7 roku. Dzieli je średnio 0,3″, co przekłada się na 33 au, ale ze względu na duży mimośród zbliżają się na 13 au i oddalają na 52 au. Co więcej jaśniejszy składnik Gamma Andromedae B jest gwiazdą spektroskopowo podwójną, z okresem obiegu składników 2,7 dnia. Sumaryczna masa potrójnego układu Gamma Andromedae BC jest równa 8,7 M☉, a to sugeruje, że niewidoczny składnik Bb jest białą gwiazdą typu A7, jednak nic więcej o niej nie wiadomo.